# Librije's Zusje (Zwolle)
Librije's Zusje was een restaurant in Zwolle, Nederland. Het had één Michelinster in de periode 2008-2011 en twee Michelinsterren in de periode 2012-2014. Het restaurant sloot op 31 december 2014 om plaats te maken voor De Librije.
Het restaurant was eigendom van Jonnie en Thérèse Boer en maakt deel uit van de culinaire groep rond De Librije. Het was gevestigd is een voormalige vrouwengevangenis, die het deelde met Librije's Hotel en Librije's Atelier (kook- en wijnschool).
De eerste chef-kok was Sidney Schutte. Na het vertrek van Schutte in 2009 nam Alwin Leemhuis de leiding van de keuken over. Leemhuis vertrok in 2012 en werd opgevolgd door Maik Kuijpers.
Op 1 mei 2014 werd een tweede zusje van De Librije geopend in Amsterdam. Dit restaurant, ook genaamd Librije's Zusje, is gevestigd in het Waldorf Astoria Hotel.